# Temples de Kordin
Les temples de Kordin sont un groupe de temples mégalithiques situés sur les hauteurs de Corradino, à Paola, sur l'île de Malte. Les temples ont été construits à la fin du Néolithique. Seul un temple, Kordin III, très ruiné, est encore visible, les autres édifices ont été détruits lors des bombardements aériens de la Seconde Guerre mondiale.

## Historique
Au XVIIe siècle, le site appartenait à Giovanni Francesco Abela, qui avait fouillé plusieurs sites à proximité et disposait d'une résidence de campagne dans la région. Á sa mort, il légua sa villa à l'Ordre de Saint-Jean de Jérusalem, et celle-ci fut utilisée comme premier musée de Malte, connu sous le nom de Museo di San Giacomo. Les terres environnantes avaient été léguées aux Jésuites mais ils en furent expulsés au XVIIIe siècle par l'Ordre. Le site fut alors fouillé sur ordre du Grand Maître Manoel Pinto da Fonseca par l'archéologue Gio Antonio Barbaro, puis par Themistocles Zammit durant l'occupation britannique.
Les trois temples qui ont pu être fouillés, dénommés Kordin I à III, ont subi les outrages du temps et ils furent très endommagés ou détruits lors des bombardements aériens de la Seconde Guerre mondiale. Seul le temple dénommé Kordin III est encore visible bien qu'à l'état de ruines. Ses vestiges ont été inscrits sur la liste des antiquités de 1925.

## Les temples

### Kordin I
Le temple de Kordin I était situé sur une terrasse sur le versant ouest des hauteurs de Corradino, surplombant Marsa. Il se composait de petites pièces irrégulières et il était déjà en très mauvais état lors de sa découverte. Il a été étudié pour la première fois dans les années 1880. Les premières fouilles ont été réalisées par Antonio Annetto Caruana et se sont poursuivies avec Themistocles Zammit en 1908, puis Thomas Ashby et Thomas Eric Peet en 1909. Il n'en restait pratiquement plus rien dans les années 1950 et ses derniers vestiges disparurent lors de la construction d'une zone industrielle sur le site dans les années 1960.

### Kordin II
Le temple de Kordin II était situé dans la partie nord de Corradino, à un peu plus d'une centaine de mètres de Kordin I. Les premières fouilles du temple furent entreprises par Cesare Vassallo en 1840. En 1892, Antonio Annetto Caruana fouille l'édifice de manière plus rigoureuse, et ses travaux seront poursuivis par Albert Mayer en 1901 puis par Ashbye et Peet en 1908 et 1909. Une partie du temple a été détruite en 1871 par les Royal Engineers lors d'aménagements militaires sans aucune fouille préalable. Le temple fut pratiquement détruit par les bombardements de la Seconde Guerre mondiale et aucun vestige n'était plus visible dans les années 1950. Dans les années 1960, le site a été aménagé en zone industrielle.
La découverte sur le site de céramiques appartenant à toutes les phases de la période des temples indique que l'édifice était ancien et fut fréquenté bien après sa construction. Le très mauvais état des vestiges n'a cependant pas permis d'en reconnaître ni l'architecture initiale, ni les éventuels aménagements ultérieurs.

### Kordin III
Kordin III a été dégagé de ses gravats par Cesare Vassallo dans les années 1870 puis fouillé de manière approfondie par Ashbye et Peet en 1909. D'autres fouilles ont été entreprises par John Davies Evans en 1953 et par David H. Trump en 1961. Un mur de protection a été construit autour du temple en 1925. En 2015, une équipe de l'Université de Malte dirigée par Caroline Malone a repris les fouilles du temple. Le site est ouvert au public uniquement sur rendez-vous.
Kordin III se compose de deux parties distinctes. La plus grande correspond à un temple mégalithique avec un plan standard à trois absides, typique de la phase Ġgantija avec sa façade concave et une avant-cour, mais son corridor d'accès à la cour centrale est l'unique cas connu d'un corridor pavé de pierres. La seconde partie est constituée de petites pièces visibles derrière le temple. Elles pourraient avoir servi d'entrepôts, mais elles pourraient aussi correspondre à un temple de moindre importance avec une architecture irrégulière. Une première partie du temple aurait été construite vers 3700 av. J.-C., durant la phase Mġarr, mais le reste de l'édifice date de la phase Ġgantija. Le temple était encore en usage durant la phase Tarxien, lorsque la façade a été reconstruite. On pense que le site a été abandonné vers 2500 av. J.-C.
Une auge de 2,75 m de long, découverte à l'entrée de l'abside gauche du temple, est généralement considérée comme l'élément le plus remarquable du site. Elle comporte sept rainures transversales profondes produites par meulage. Elle a été élaborée dans un calcaire dur, prélevé à plus de 2 kilomètres du site. Elle était probablement destinée à moudre du grain.